# Lucrèce Andreae
Lucrèce Andreae est une réalisatrice, scénariste, animatrice et autrice française.

## Carrière
Lucrèce Andreae a étudié l'animation à l'école des Gobelins. Avec d'autres étudiants, elle a dirigé le film Trois petits points qui remporta le Prix spécial du jury au Festival international du film d'animation d'Annecy en 2011. Elle a poursuivi ses études à La Poudrière où elle a dirigé le film Les Mots de la carpe.
Son film d'animation, Pépé le morse, a remporté le César du meilleur court métrage d'animation en 2018.
Début 2020 sort Flipette et Vénère, son premier album de bande dessinée (Delcourt). L'album figure dans la sélection pour le Festival d'Angoulême 2021.

## Filmographie
- Trois petits points
- Les Mots de la carpe
- Pépé le morse

## Bande dessinée
- Flipette et Vénère, Delcourt, coll. « Encrages », février 2020  (ISBN 9782413008668) (BNF 46525008)

## Distinctions

### Pépé le morse
- Prix du public pour un court métrage à l'édition 2017 du festival international du film d'animation d'Annecy
- César du meilleur court métrage d'animation en 2018
- Nommé aux 46e Annie Awards à Hollywood, dans la catégorie "Best Animated Short Subject"[4]